# Fountains Abbey
Fountains Abbey ist die Ruine eines Zisterzienserklosters im englischen North Yorkshire und ist heute Teil einer großen Parkanlage. Das Kloster wurde 1132 gegründet und bestand bis 1539, als es im Zuge der Klosterauflösungen von Heinrich VIII. aufgelöst wurde. Obgleich in Teilen eine Ruine, ist Fountains Abbey eine der größten und besterhaltenen Zisterzienseranlagen in England. Nach der Klosterauflösung wurden die Ruinen in die Parkanlagen des Studley Royal Water Garden inkorporiert, gemeinsam gehören sie zum UNESCO-Weltkulturerbe.

## Geschichte
Das Kloster wurde im Jahr 1132 von 13 Mönchen gegründet, die nach einem Streit um die Ausrichtung der Glaubensgemeinschaft aus der St Mary’s Abbey in York ausgeschlossen wurden. Der damalige Erzbischof von York, Thurstan, wies ihnen das Grundstück der späteren Fountains Abbey zu. Nach dem Aufbau des Klosters schlossen sie sich drei Jahre später den Zisterziensern an. Das Kloster lebte zunächst hauptsächlich von der Schafzucht, wobei die immer zahlreicher aufgenommenen Laienbrüder einen großen Anteil der anfallenden Arbeit übernahmen, sowie in geringerem Maße andere Handwerke ausübten.
Insbesondere durch die Arbeit der Laienbrüder wurde Fountains Abbey im 13. Jahrhundert zu einem der wohlhabendsten Klöster Englands. Neben der Schafzucht bildeten jetzt auch unter anderem Eisenverarbeitung und Pferdezucht wichtige Pfeiler des wirtschaftlichen Erfolgs. Mit der Zeit wurde damit deutlich mehr erwirtschaftet, als zur Selbstversorgung des Klosters nötig war.
Im 14. Jahrhundert führten neben einer Wirtschaftskrise die Pest, schottische Raubzüge und schlechte Ernten genau wie die finanzielle Misswirtschaft der Gemeinschaft dazu, dass der wirtschaftliche Erfolg des Klosters zusammenbrach. Viele Laienbrüder verließen Fountains Abbey oder wurden an Bauern als Arbeitskräfte verliehen. Die Schafzucht wurde bis zum 15. Jahrhundert durch Milchwirtschaft ersetzt.

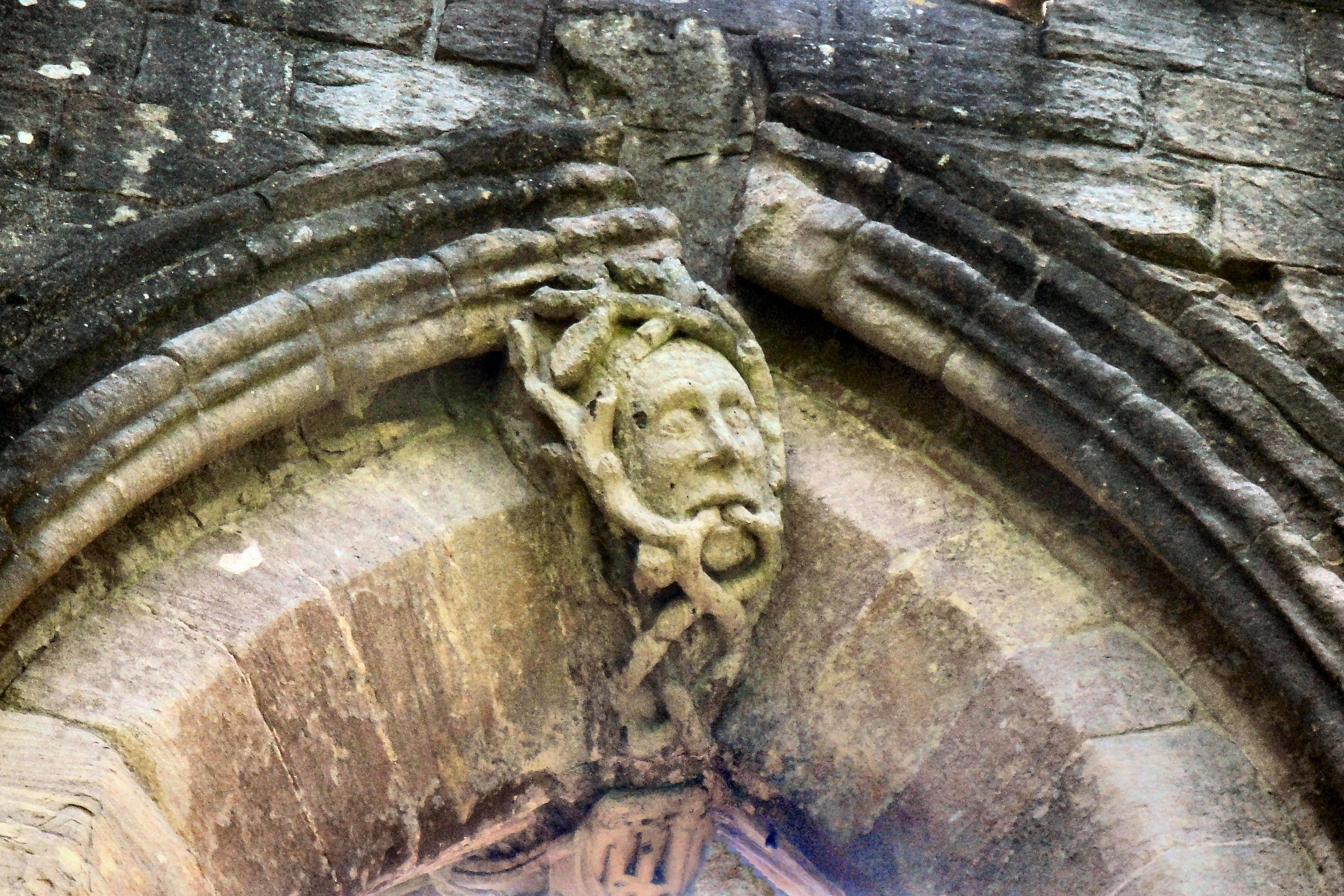
Blattmaske, Green Man mit Verästelungen aus Mundöffnung

Dennoch hatten die Brüder von Fountains Abbey weiterhin großen Einfluss innerhalb des Zisterzienserordens. Die Äbte waren Mitglieder des Parlaments. Noch während eines neuerlichen Aufschwungs der Abtei wurde das Kloster jedoch 1539 im Zuge der Klosterauflösungen von Heinrich VIII. aufgelöst.

## Heutiger Zustand
Die Abtei wurde zusammen mit dem umliegenden Park mehrfach verkauft und im 18. und 19. Jahrhundert auch teilweise restauriert. Bereits im 19. Jahrhundert war Fountains Abbey ein Anziehungspunkt für zahlende Besucher. Seit 1983 ist das Gelände im Besitz des National Trust, der weitere Restaurierungsarbeiten an der Abtei und anderen Gebäuden ausführt. Mit etwa 300.000 Besuchern pro Jahr zählt das insgesamt 3,33 Quadratkilometer große Gelände des Studley Royal Water Garden, das die Abtei beherbergt, zu den meistbesuchten Objekten des National Trust. Im Jahr 1986 wurde die gesamte Anlage zum Weltkulturerbe der UNESCO erklärt. 2024 betrug die Besucherzahl etwa 421.000 Personen.

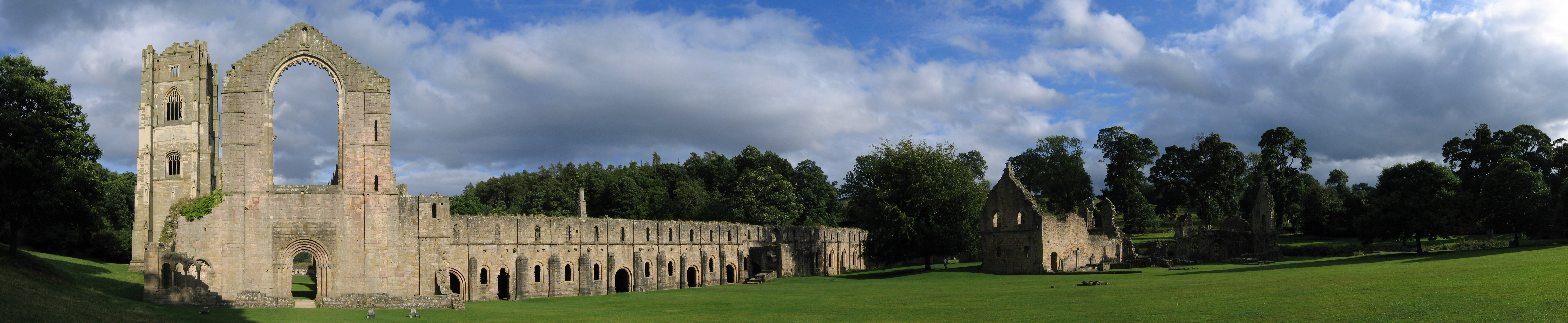
Panoramaansicht von Fountains Abbey